# 橋口英俊
橋口 英俊（はしぐち ひでとし、1936年 - ）は、日本の臨床心理学者。東京家政大学名誉教授。臨床心理士・日本カウンセリング学会認定カウンセラー/スーパーバイザー。
専門は、臨床心理学、カウンセリング、論理情動行動療法、東洋医学。

## 略歴
韓国生まれ、鹿児島県育ち。1960年3月に、江副浩正、鶴岡公らとともにリクルートの前身となる株式会社大学広告を創業する。1965年東京大学大学院　教育心理学専攻博士課程満期退学。1983年日本医科大学医学博士。東京経済大学助教授、東京家政大学助教授、教授、1998年名誉教授、聖心女子大学教授、ルーテル学院大学教授。2007年退職。
2019年春の叙勲で瑞宝中綬章を受章。

## 共編著
- 『新臨床心理学入門』編著 建帛社　1983
- 『十一人の棋風 ロールシャッハとMDSによる棋士の心理分析』岡本浩一共著　ブレーン出版 1989
- 『新・児童心理学講座 第3巻.身体と運動機能の発達』責任編集　金子書房　1992
- 『人間関係についての相談』編　ぎょうせい　1993　実践教育相談シリーズ
- 『新臨床心理学』滝口俊子共編著　八千代出版　2004

## 翻訳
- S.J.ラックマン,C.フィリップス『心理学と医学のあいだ』平井富雄共訳　紀伊国屋書店　1978
- R.メルザック『痛みのパズル』大西文行共訳編　誠信書房　1983
- バーバラ・B.ブラウン『スーパーマインド 心は脳を超える』共訳　紀伊国屋書店　1983
- A.エリス『人間性主義心理療法 RET入門』沢田慶輔共訳　サイエンス社　1983

## 所属学会
- 日本カウンセリング学会常任理事
- 日本心理臨床学会
- 日本教育心理学会
- 日本行動医学会
- 日本健康心理学会